# Шильник
Ши́льник, или Шилолистник, или Ши́льница (лат. Subularia, от subula — шило) — небольшой род травянистых растений семейства Капустные (Brassicaceae).

## Описание

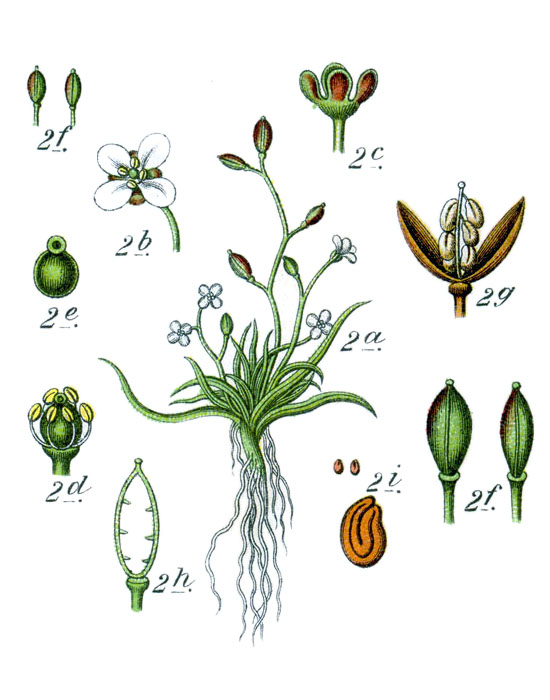

Однолетние травянистые прибрежно-водные растения, без опушения, небольшого размера. Листья шиловидные, собраны в прикорневую розетку. Стебли безлистные — немногоцветковые цветочные стрелки.
Цветки часто клейстогамные, собраны в малоцветковую кисть. Чашелистики прямостоячие. Лепестки мелкие, белые, часто отсутствуют. Тычинки свободные, без зубцов. Завязь окружена замкнутым кольцом медовых железок. Рыльце сидячее.
Плод — эллипсоидальный, двустворчатый стручочек, створки сильно выпуклые, каждая с одной жилкой. Гнёзда многосемянные с семенами, расположенными в 2 ряда. Зародыш подковообразный.

## Классификация

### Таксономия[1]
Subularia Ray ex L., 1753, Sp. Pl. : 642
Род Шильник относится к семейству Капустные (Brassicaceae) порядка Капустоцветные (Brassicales). Кладограмма в соответствии с Системой APG IV по состоянию на июнь 2023 года:
|  |                                      |  |                                   |                                   |                     |  | ещё 16 семейств |              |              |                                                         |
|  |                                      |  |                                   |                                   |                     |  |                 |              |              | 2 подтвержденных вида и 2 вида, ожидающих подтверждения |
|  |                                      |  |                                   | порядок Капустоцветные            |                     |  |                 |              | род Шильник  |                                                         |
|  |                                      |  |                                   | порядок Капустоцветные            |                     |  |                 |              | род Шильник  |                                                         |
|  | отдел Цветковые, или Покрытосеменные |  |                                   |                                   | семейство Капустные |  |                 |              |              |                                                         |
|  | отдел Цветковые, или Покрытосеменные |  |                                   |                                   |                     |  |                 |              |              |                                                         |
|  |                                      |  | ещё 63 порядка цветковых растений | ещё 63 порядка цветковых растений |                     |  |                 | ещё 354 рода | ещё 354 рода |                                                         |
|  |                                      |  |                                   | ещё 63 порядка цветковых растений |                     |  |                 |              | ещё 354 рода |                                                         |

## Виды
- Subularia aquatica L. (1753) typus — Шильник водяной, или Шильник водный (умеренный пояс Евразии и Северной Америки)
- Subularia monticola A.Braun ex Schweinf. (1867) — Шильник горный (горы тропической Африки)